# 3260 Візбор
3260 Візбор (3260 Vizbor) — астероїд головного поясу, відкритий 20 вересня 1974 року.
Тіссеранів параметр щодо Юпітера — 3,628.